# Never Mind the Ballots
Never Mind the Ballots (nazywany również Never Mind the Ballots... Here’s The Rest of Your Life – drugi, studyjny album angielskiego zespołu punkowego Chumbawamba. Nazwa albumu jest parodią tytułu debiutanckiego albumu Sex Pistols Never Mind the Bollocks, Here’s the Sex Pistols.

## Lista utworów
1. "Always Tell the Voter What the Voter Wants to Hear" - 2:51
2. "Come On Baby (Let's Do the Revolution)" - 1:39
3. "The Wasteland" - 4:23
4. "Today's Sermon" - 2:28
5. "Ah-Men" - 2:29
6. "Mr. Heseltine Meets His Public" - 3:51
7. "The Candidates Find Common Ground" - 4:29
8. "Here’s the Rest of Your Life" - 13:22

## Wykonawcy
- Lou Watts – śpiew, gitara
- Harry Hamer – perkusja, śpiew
- Mave Dillon – gitara basowa, trąbka, śpiew
- Alice Nutter – śpiew
- Danbert Nobacon – śpiew
- Boff Whalley – gitara, śpiew
- Dunst Bruce – śpiew